# Sant Miquel de les Borgetes
Sant Miquel de les Borgetes és una església del municipi d'Arbeca (Garrigues) inclosa en l'Inventari del Patrimoni Arquitectònic de Catalunya.

## Descripció
Església gòtica situada dalt d'un tossal allargassat al nord-oest del municipi. Té una planta regular d'una sola nau orientada cap a l'est amb un absis carrat. La porta d'entrada consta d'un arc de pedra adovellat. A l'interior i al davant de la porta hi ha un arc de mig punt de 2,20 m d'ample per 2,10 m d'alçada i 1 m de gruix. L'edifici disposa d'una sola finestra. La coberta és de volta de canó i es troba reforçada per grans contrafors a l'exterior.
Al costat hi trobem la fortificació de les Borgetes, avui desapareguda. A la part més alta hi deuria haver una fortificació però de l'antic poble no en resta res, ja que s'hi construí un dipòsit d'aigua. Al vessant meridional, però, hi ha restes de tàpia que podria correspondre a les d'una bestorre de planta rectangular.

## Història
Antigament fou església del poblat de Borgetes de Salena, llogaret que depenia de la Baronia d'Arbeca. A finals del segle xv va quedar despoblat. Des del 1988 es fan algunes reparacions i obres de restauració: neteja de les runes; consolidació de la teulada i la volta, incorporant-hi nous blocs de pedra i la restauració del paviment i els dipòsits. Actualment s'hi pot accedir sense perill. Ara al seu davant hi ha una zona per a fer aplecs i fogons per a coure carn.